# Fumaria petteri
Fumaria petteri là một loài thực vật có hoa trong họ Anh túc. Loài này được Rchb. mô tả khoa học đầu tiên năm 1838.